# F União (F-45)
A F União (F-45) é um navio de guerra tipo fragata da classe Niterói (modelo MK10), da Marinha do Brasil.
Foi a última de sua classe a ser incorporada à Armada, em 1980.
Totalmente construída no Arsenal de Marinha do Rio de Janeiro, seguiu o mesmo padrão do projeto original das outras quatro de sua classe, construídas nos estaleiros Vosper-Tornicroft Ltd., na Inglaterra.
Em 2003 passou pelo processo de modernização, que proporcionou à embarcação o aumento de sua vida operativa. Na ocasião foram substituídos os sistemas de armas e de detecção de submarinos por equipamentos de última geração, tendo em vista a obsolescência dos equipamentos originais.
Desde novembro de 2011 a fragata é o principal embarcação da Força Tarefa Marítima (MTF, na sigla em inglês), a unidade marítima das operações da UNIFIL no Oriente Médio, liderando três navios da Alemanha, dois de Bangladesh, um grego, um turco e um da Indonésia. A unidade brasileira é equipada com helicóptero e possui tripulação de 243 militares brasileiros.
Seu atual comandante é o CF Bruno Macedo.

## Características

### Dimensões
- Deslocamento (toneladas): 3 355-padrão / 3 707 plena carga
- Dimensões (metros): 129,2 x 13,5 x 5,5 (com sonar)
- Tripulação: 217 homens
- Construtores: Arsenal de Marinha do Rio de Janeiro

### Desempenho
- Propulsão: CODOG ("Combinated Diesel or Gas") - 4 motores a diesel para velocidades de cruzeiro, 15 000 hp ou 2 turbinas a gás, 50 080 hp
- Raio de Ação (milhas): 5 300 a 17 nós / 4 200 a 19 nós / 1 300 a 28 nós
- Velocidade Máxima (nós): 30

### Sistemas de armas e eletrônica (após a modernização)
- Armamento:

Míssil antinavio MM-40 EXOCET Block I
Sistema de lançamento Albatros para mísseis ALENIA-Marconi Aspide-2000
1 canhão Vickers Mk 8 mod.0 4,5 polegadas (115 mm) com alcance de 22 Km
2 canhões antiaéreo BAE Systems Bofors Trinity Mk 3
lançadores para torpedos Mk-46.
- Helicóptero: 1 Westland AH-11A Super Lynx ou 1 UH-12/13 Esquilo.
- Sistema de combate: SICONTA Mk.2
- Contramedidas electrônicas: Omnisys ET/SLQ-1A
- Radar de pesquisa aérea: SELEX Sistemi RAN 20S (2D) alcance médio de 117km
- Radar diretor de tiro: SELEX Sistemi RTN-30X com alcance médio de 39Km
- Sonares: EDO Corp. 997(F).